# Річард Корлісс
Річард Корлісс (англ. Richard Corliss, 6 березня 1944 року — 23 квітня 2015) — провідний кінокритик американського журналу TIME, в якому працює з 1980 року. Одночасно з 1970 по 1990 роки співпрацював з (і у свій час керував) спеціалізованим кіновиданням Film Comment, яке видається Лінкольн-центром в Нью-Йорці.
Корлісс закінчив Колумбійський університет, відвідував ще кілька вищих навчальних закладів (серед його наставників — Ендрю Сарріс). У 1974 році надрукував книгу про Грету Гарбо, в 1995 році — про «Лолиту» Стенлі Кубрика. Багато з його публікацій виносилися на обкладинку журналу. Корлісс критикує своїх колег за снобізм і з однаковим інтересом рецензує як артхаус, так і голлівудські блокбастери. За свою «поблажливість до трешу» зазнав у 2004 році критику від Стівена Кінга.

## Перші номери з топ-десяток фільмів за версією Корлісса по роках
- 2001 — «Кандагар»
- 2002 — «Поговори з нею»
- 2003 — «Володар перснів: Повернення короля»
- 2004 — «Герой» та «Будинок літаючих кинджалів»
- 2005 — «Білий діамант»
- 2006 — «Лабіринт Фавна»
- 2007 — «Старим тут не місце»
- 2008 — «ВОЛЛ·І»
- 2009 — «Принцеса і жаба»